# 生活協同組合コープあいづ
生活協同組合コープあいづ（せいかつきょうどうくみあいコープあいづ）は、福島県会津地方全域に活動拠点を置く地域消費生活協同組合。生活協同組合連合会コープ東北サンネット事業連合加盟。

## 概要
組合員数は50,551人（2021年3月20日現在）。本部は会津若松市ではなく、会津地方北部の喜多方市に置かれている。

## 発足までの前史
1957年（昭和32年）10月10日開催の地区労委員会において、1956年（昭和31年）に会津若松市に設立された「会津若松労働者生活協同組合」（後の若松生協）と昭和電工喜多方事業所の従業員で構成された「昭和電工労働組合喜多方支部」（昭電労組）との意見交換が行われ、初めて生協設立について提案をしたのが「生活協同組合コープあいづ」（コープあいづ）の始まりである。「喜多方地区生活協同組合」（後のあいづ生協）設立にあたっては、昭電労組が大きく関わり、その名残で昭和電工事業所内には1959年（昭和34年）から2016年（平成29年）3月までは売店が設置された。
1992年（平成4年）までは、会津若松市には若松生協に代わり発足した「若松市民生活協同組合」（若松市民生協）と、喜多方市には「あいづ生協」が存在したが、2つの生活協同組合を合併したのが「コープあいづ」である。
1994年には、共同仕入れ機構のジャパン・バリュー・アソシエイツに加盟し、同組織の業態である「バリュー」が誕生。
2009年には、ディスカウントストア業態である「BESTA」が誕生し、「バリュー」業態として営業していた店舗は、徐々に「BESTA」に変更され、2019年（令和元年）現在では、バリュー業態で営業しているのは、バリューぷらざ店のみである。
2013年には、生活協同組合連合会コープ東北サンネット事業連合に加入し、既存の加盟組合との協同事業等も行っている。

## 沿革

### あいづ生協
- 1959年（昭和34年）7月21日 - 喜多方地区生活協同組合設立[7][8]。
- 1959年（昭和34年）8月15日 - 本仲店開店[3][8]。
- 1977年（昭和52年） - あいづ生活協同組合（あいづ生協）に改称[8]
- 1979年（昭和54年）2月24日 - 坂下店開店[9]。
- 1981年（昭和56年）8月1日 - 塩川店開店[10]。

### 若松市民生協
- 1956年（昭和31年） - 会津若松市労働者生活協同組合（会津若松生協）設立[8]。
- 1969年（昭和44年）8月14日 - 若松市民生活協同組合（若松市民生協）が設立し、会津若松生協解散[8]。
- 1977年（昭和52年） - 御用聞き制度を廃止し、宝町の共同購入センター稼働開始[11]。

### コープあいづ
- 1992年（平成4年）3月21日 - あいづ生協と若松市民生協が合併し、生活協同組合コープあいづ（コープあいづ）が発足[5]。
- 1994年（平成6年） - 2月に宝町の共同購入センターを閉鎖、神指町の共同購入センター稼働開始[12]。ジャパン・バリュー・アソシエイツ（JVA）に加盟[12]し、初のバリュー業態として、坂下店が「COOPバリューばんげ」店に改装[6]。
- 1995年（平成7年）12月15日 - 「COOPバリューわかまつ」店として会津若松市に進出・開店[6]。会津若松市内の実店舗としては、1979年（昭和54年）の旧・若松市民生協 南花畑店閉鎖以来の出店[11]。「COOPバリューわかまつ」店は、2007年に「COOPバリューにいでら」店に改称[7]。
- 2000年（平成12年） - 週1回のセール「火曜ジャック」開始[6]。
- 2008年（平成20年）2月5日 - 日本生活協同組合連合会が、喜多方市のぷらざ店で販売された中国製冷凍餃子から高濃度のジクロルボスが検出されたと発表[13]。
- 2009年（平成21年）3月 - 「COOPバリューにいでら」店を、ディスカウントストア業態にあたる「BESTAにいでら」店に改装[7]。同年4月には喜多方市、6月には喜多方以外の全店舗においてレジ袋を有料化[14]。
- 2013年（平成25年） - 生活協同組合連合会コープ東北サンネット事業連合に加入

## 店舗

### 過去に存在した店舗・施設
△は、コープあいづ発足後に閉店した店舗。

#### あいづ生協
喜多方市

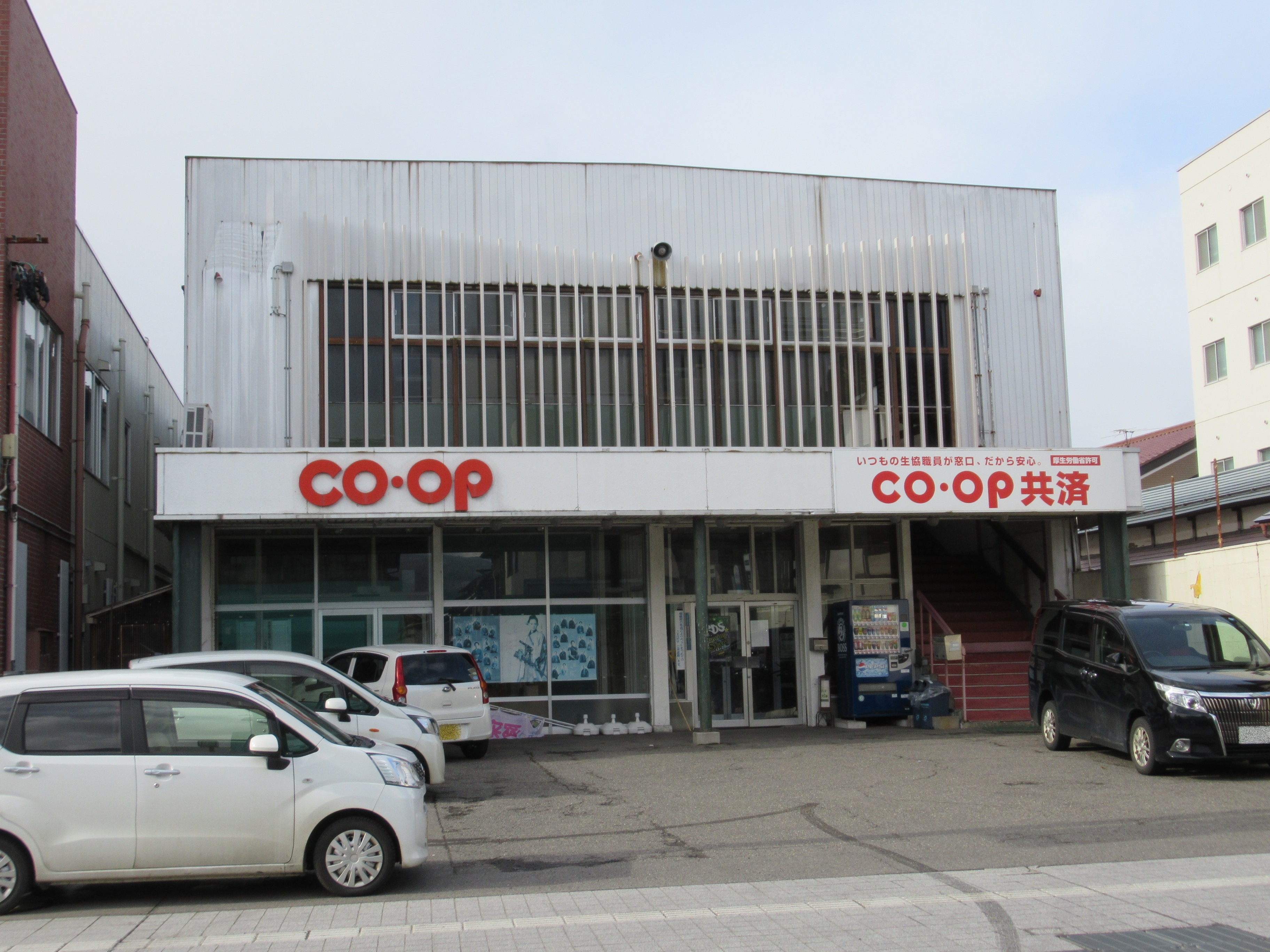
本仲店跡地（現・コープあいづ本部）

- 本仲店（1959年（昭和34年）8月15日開店[3] - 1991年（平成3年）12月31日閉鎖[15]）
  - 1959年（昭和34年）に、売場面積約46m2[注釈 2]の喜多方地区生活協同組合（後のあいづ生協）初の実店舗として開店。[3]
  - 1968年（昭和43年）11月3日に、延床面積1,459m2[注釈 3]、売り場面積約595m2[注釈 4]の新店舗に建て替えし、2階に福島県労働金庫喜多方支店が入居した[16]。
  - 1992年（平成4年）6月13日のぷらざ店の開店[3]に伴い、閉鎖[17]。現在も、コープあいづ本部として入居。
- 昭和電工売店[注釈 5]（1959年（昭和34年）開店[3] - 2016年（平成29年）3月18日閉鎖[4]）
  - 売り場面積約10m2[注釈 6][3]。
- 昭和電工社宅売店[注釈 7]（1961年（昭和36年）開店[3] - 1967年（昭和42年）閉鎖[8]）
  - 売り場面積約33m2[注釈 8][3]。
- 東町店[注釈 9]（1962年（昭和37年）11月開店[3] - 1967年（昭和42年）閉鎖[8]）
  - 売り場面積約79m2[注釈 10][3]。
- 新道店（1971年（昭和46年）10月開店[3]  - 1978年（昭和53年）閉鎖[18]）
  - 売り場面積約331m2[注釈 11][3]。
  - 1978年（昭和53年）、近隣の東店開店のため閉鎖[18]。

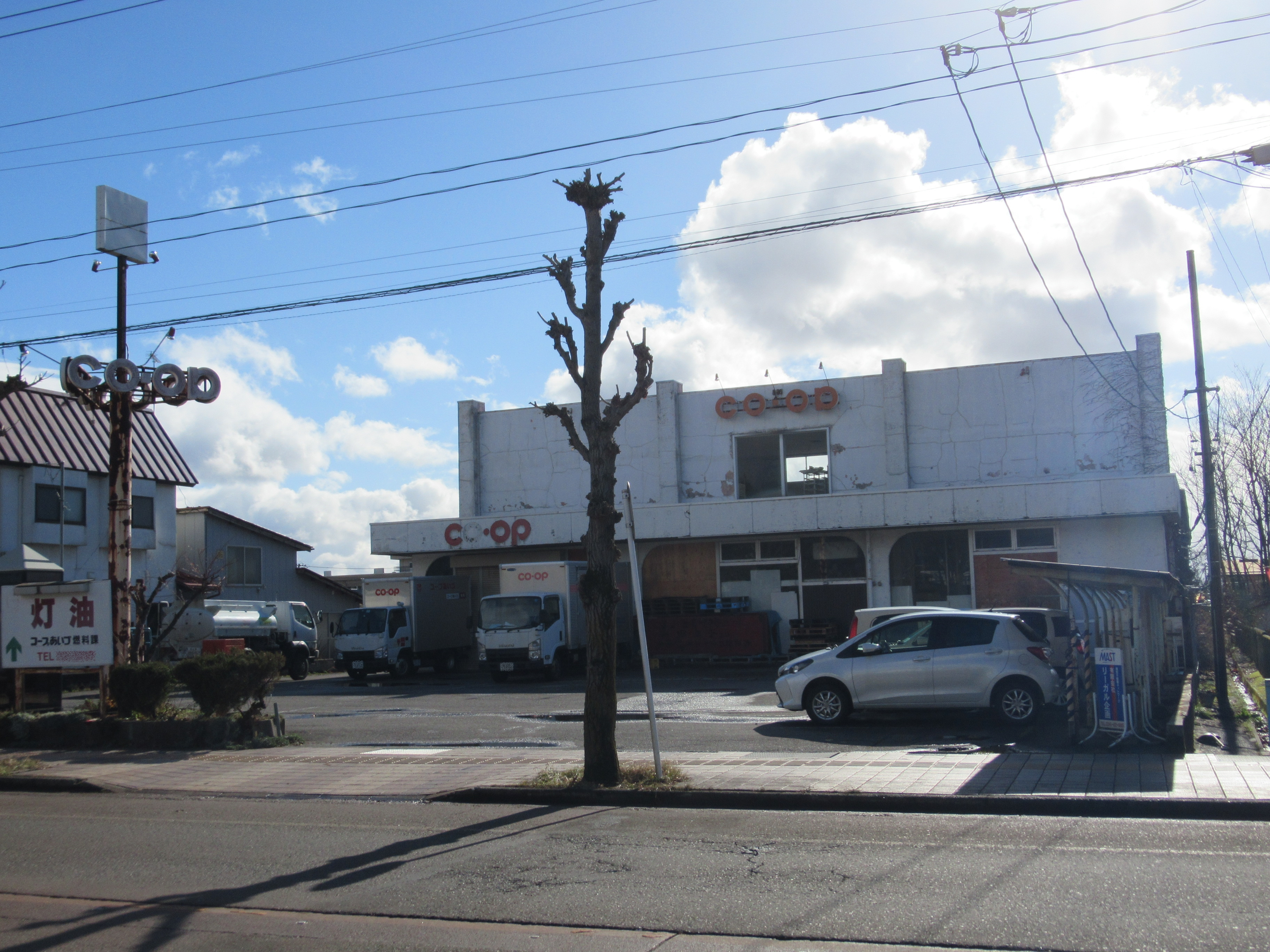
南店跡地（現・コープあいづ配送センター兼燃料課棟）

- 南店（1973年（昭和48年）2月1日[3] -  1991年（平成3年）12月31日閉鎖[15]）
  - 売り場面積約661m2[注釈 12]、敷地面積2,975m2[注釈 13][3]。1973年（昭和48年）には配送センター、1975年（昭和50年）4月には灯油スタンドが南店に設置[18]。
  - 1992年（平成4年）6月13日のぷらざ店の開店[3]に伴い、閉鎖[17]。現在は、配送センターと灯油販売を行う燃料課の建物として活用されている。
- 旧・東店△（1978年（昭和53年）9月22日開店[3]  - 1997年（平成9年）閉店）
  - 会陽製糸の用地に建設。用地に植樹されていた桜の大木は残され、1997年（平成9年）の建て替え時には移植された[19]。売り場面積約992m2[注釈 14][3]。
  - 1986年（昭和61年）9月22日には、1987年（昭和62年）1月15日のヨークベニマル喜多方店開店に備えリニューアル[20]。1997年（平成9年）に建て替えのため一時閉店し、同年10月24日に「COOPバリューひがし」店として開店[21]。2010年（平成22年）5月28日に、「BESTAひがし店」へリニューアル[4]。

会津坂下町
- 坂下店→COOPバリューばんげ店→BESTAばんげ店△（1979年（昭和54年）2月24日開店[3] - 2018年（平成30年）1月閉店[22]）
  - 売り場面積約1,058m2[注釈 15]（1979年開店の建物のみ）[3]。
  - 1994年（平成6年）12月2日に、JVA加盟後初となるバリュー業態にあたる「COOPバリューばんげ店」としてリニューアル[6]。同時に店舗北側に酒類を取り扱う販売棟が完成[23]。2009年（平成21年）8月4日には、「BESTAばんげ」店へリニューアル[7]。
  - 2018年（平成30年）1月に建て替えのため一時閉店[22]。建て替え中は酒類販売棟を仮店舗として営業した後[24]、8月3日に新店舗が開業[25]。

#### 若松市民生協
会津若松市
- 南花畑店 （1979年（昭和54年）閉鎖[11]）
- 材木町店 （1976年（昭和51年）閉鎖[11]）

## 関連会社
- あいづ協同サービス